# Молдавија на Светском првенству у атлетици у дворани 2014.
Молдавија је учествовала на Светском првенству у атлетици у дворани 2014. одржаном у Сопоту од 7. до 9. марта дванаести пут, односно учествовала је под данашњим именом на свим првенствима од 1993. до данас. Репрезентацију Молдавије представљао је један атлетичар који се такмичио у троскоку.
На овом првенству Молдавија није освојила ниједну медаљу нити је остварен неки рекорд.

## Учесници
Мушкарци:
- Владимир Летников — Троскок

## Резултати

### Мушкарци
| Атлетичар         | Дисциплина | Лични рекорд | Квалификације | Квалификације | Финале               | Финале       | Детаљи |
| Атлетичар         | Дисциплина | Лични рекорд | Резултат      | Место         | Резултат             | Место        | Детаљи |
| ----------------- | ---------- | ------------ | ------------- | ------------- | -------------------- | ------------ | ------ |
| Владимир Летников | Троскок    | 16,85 НР     | 15,83         | 11            | Није се квалификовао | 11 / 11 (12) |        |